# Мульгино
Мульгино — деревня Измалковского района Липецкой области и Измалковского сельсовета.

## География
Деревня расположена южнее районного центра Измалково.
Через неё проходят просёлочные дороги, южнее находится Мульгинский лес.

### Улицы
- ул. Есенина
- ул. Полевая
- ул. Центральная
- пер. Кольцевой
- пер. Угловой

## Население
| 2010 |
| ---- |
| 187  |

Население деревни в 2009 году составляло 171 человек, в 2015 году — 197 человек.